# Herenpoort

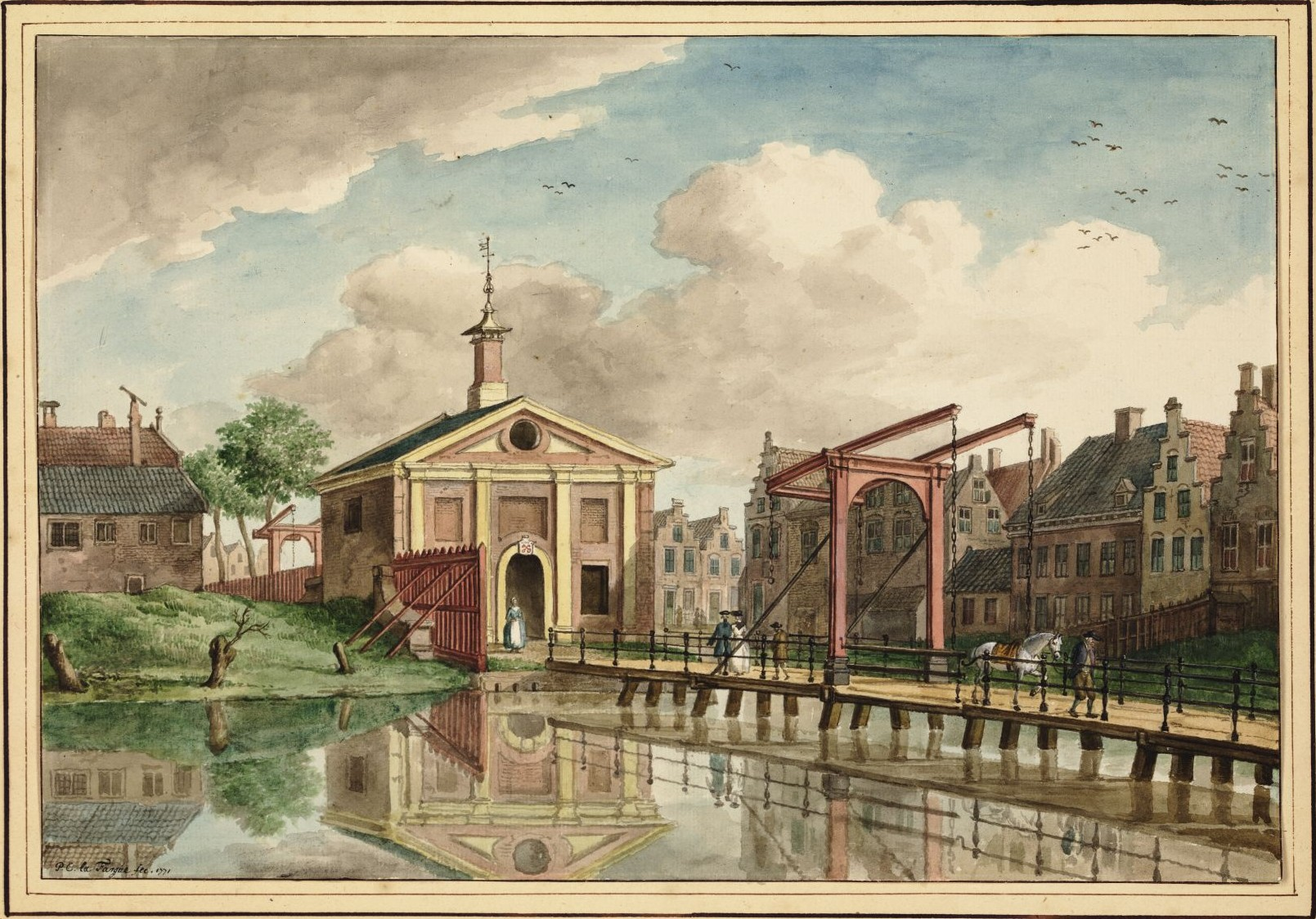
Tekening van de Herenpoort uit 1771.

De Herenpoort is voormalige stadspoort in de Nederlandse stad Leiden. Deze stadspoort bevond zich aan het noordelijk einde van de Oude Herengracht. In 1644 volgde een nieuwe stadsuitbreiding aan de noordzijde. In 1682 werd deze poort gebouwd op de plek van de Oude Herenpoort. De poort is in 1863 afgebroken.